# 검은눈도마뱀붙이
검은눈도마뱀붙이(Mokopirirakau kahutarae)는 블랙아이 게코(black-eyed gecko), 휘태커 스티키토 게코(Whitaker's sticky-toed gecko)라고도 불리며, 뉴질랜드 남섬의 세 구역의 고산지대에서 살아간다. 이 녀석은 뉴질랜드에서 제일 높은 곳에서 사는 도마뱀이며, 고도 2,200 m에 이르는 지역에까지 서식한다.

## 형태
검은눈은 중형 도마뱀이며, 위는 올리브색이나 회색, 밑은 흰색을 띄고, 6 - 7개의 밝은 줄무늬가 등을 가로지르며, 옆구리엔 작은 반점이 나있다. 몸의 비늘은 굉장히 작고, 발가락은 좁으며 끝으로 갈수록 가늘어져서 지상성 도마뱀붙이류보다는 수목성 도마뱀붙이류에 가깝다. 눈썹이 또렷하며 홍채가 검어서 상당히 독특한데, 유전적으로 가까운 다른 도마뱀붙이들은 홍채의 색깔이 밝으며 가는 무늬가 새겨져있기 때문이다. 붙잡으면 끽끽댄다.

## 습성
검은눈은 야행성이며 7°C 까지의 기온에서 활동적으로 움직인다. 은신처의 입구의 맨들맨들한 바위에서 햇빛을 쬐지만, 방해받으면 굉장히 경계하며 재빠르게 도망간다.

## 분류
검은눈도마뱀붙이는 원래 두바우셀도마뱀붙이속에 분류되었지만, 현재는 고산, 삼림지대에 서식하는 다른 발가락이 가는 도마뱀붙이류와 함께 숲도마뱀붙이속에 위치한다. 완모식표본은 뉴질랜드 테 파파 통가레와 박물관의 수집품의 일부이다.

## 분포

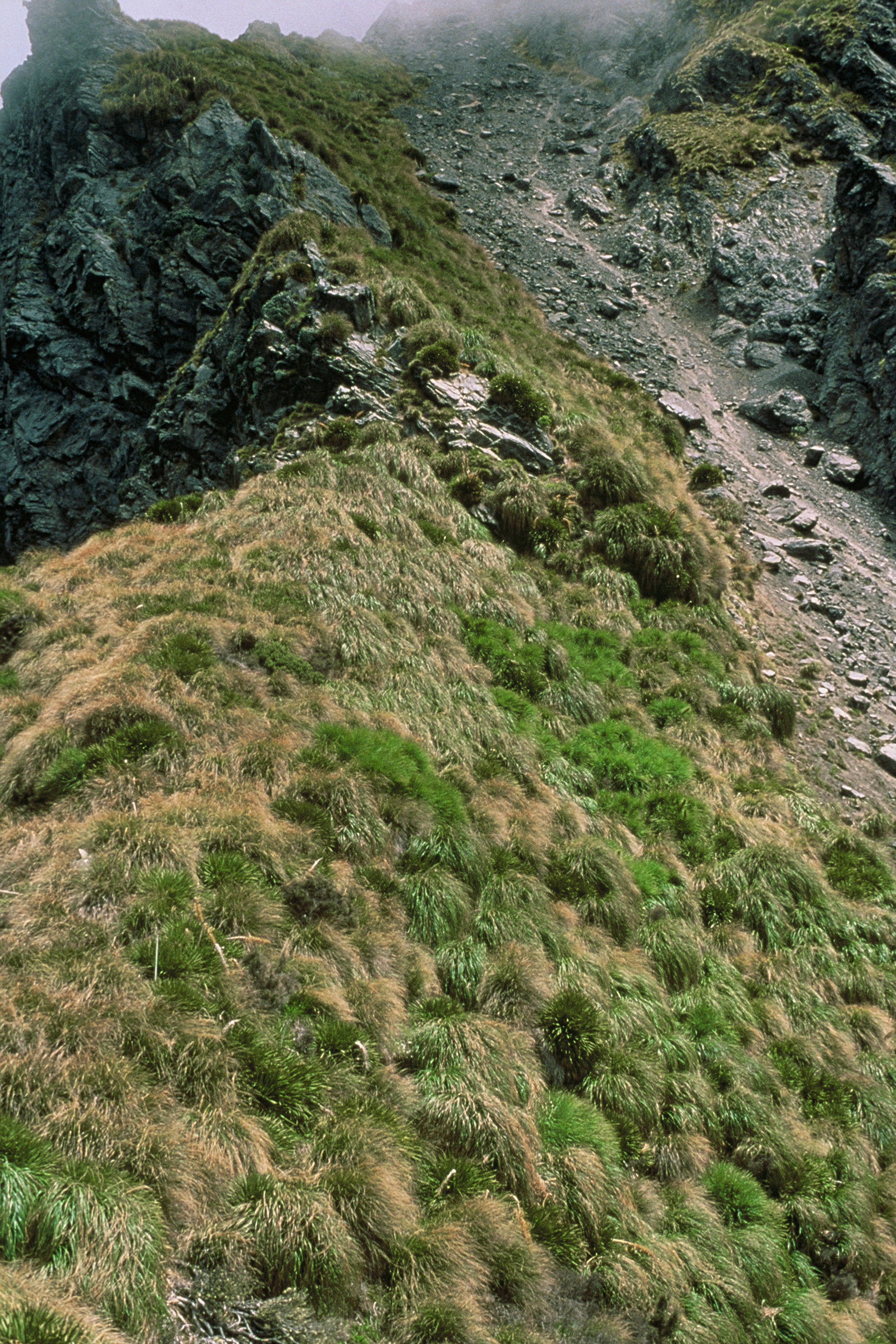
검은눈이 처음으로 발견된 쉬어워터 스트림 (Shearwater Stream)의 허턴슴새 번식군락

검은눈의 최초의 표본은 해안쪽 카이코우라산맥(:en:Kaikoura Ranges)의 타라하카산(Tarahaka)에 위치한 허턴슴새(:en:Hutton's shearwaters)의 군락에서 채집하였다. 그 즉시 미등록종이라고 인지되었지만, 1970년부터 1981년까지 해안쪽 카이코우라산맥을 뒤졌음에도 다른 개체를 찾을 수가 없었으며, 1983년에 최초의 표본이 발견된 장소에서 30km 떨어진 카후타라(Kahutara) 안부(:en:Saddle (land form)) 지역에서 네 마리를 발견할 수 있었다. 종명 kahutarae는 모식표본이 발견된 장소에서 따온 것이다.
검은눈은 넬슨의 산맥과 르위스 고개 주변에서 발견되며, 고도 1,200 - 2,200 m에 달하는 고산 절벽, 노두에서 살아간다. 겨울에는 초목이 드문드문 분포하며 눈에 덮이는 아빙설기후(:en:Altitudinal zonation)에서도 살아남을 수 있다.
이 종은 어쩌면 고산지대에 특별히 적응한 게 아닐런지도 모른다. 험준한 바위와 절벽은 생쥐를 피할 수 있는 마지막 장소이며, 쥐는 고도가 더 낮은 곳에 흔하다.

## 보존
2012년에 보전부(:en:Department of Conservation)은 검은눈도마뱀붙이를 뉴질랜드멸종위기분류체계(:en:New Zealand Threat Classification System) 아래 "국가적 취약(Nationally Vulnerable)" 상태로 분류하였다. 이는 많아봐야 각각 500마리 미만의 작은 개체군들이 존재할 뿐이며, 그나마도 개체수가 감소하고 있기 때문이다. 이 도마뱀붙이류는 데이터가 부족하며, 좁은 구역에 드문드문 분포한다고 적혔다.

## 참고 문서
- 뉴질랜드의 도마뱀붙이(영어판)